# Ryu Hyun-jin
Dans ce nom coréen, le nom de famille, Ryu, précède le nom personnel.
Ryu Hyun-jin (né le 25 mars 1987 à Incheon, Corée du Sud) est un lanceur gaucher des Blue Jays de Toronto de la Ligue majeure de baseball. 
Il a évolué de 2006 à 2012 pour les Hanwha Eagles de Daejeon dans la ligue sud-coréenne de baseball avant de rejoindre la Ligue majeure de baseball, où il s'est aligné avec les Dodgers de Los Angeles de 2013 à 2019.
Il a obtenu la médaille d'or de baseball lors des jeux olympiques 2008 à Pékin.

## Biographie

### Corée du Sud
À l'âge de 19 ans, Ryu Hyun-jin est recrue de l'année et joueur par excellence de la KBO en 2006 à sa première saison avec les Hanwha Eagles, le club de la ville de Daejeon.
Il est joueur étoile en 2006, 2007, 2008, 2009, 2010, 2011 et 2012.
Il mène la KBO pour les victoires en 2006, la moyenne de points mérités en 2006 et 2012, et les retraits sur des prises en 2006, 2007, 2009, 2010 et 2012. Il remporte la triple couronne des lanceurs en 2006 et son travail en défensive est récompensé par deux Gants dorés, en 2006 et 2010.
En sept saisons avec les Eagles, la moyenne de points mérités de Ryu s'élève à 2,80. En 2012, il présente une moyenne de 2,66 avec 210 retraits sur des prises en 182 manches et deux tiers lancées, neuf victoires et neuf défaites.

### International
Ryu gagne la médaille d'or aux Jeux olympiques de Pékin avec l'équipe de baseball de Corée du Sud en 2008.
Il aide son pays à atteindre la finale de la Classique mondiale de baseball 2009, où la Corée du Sud s'incline contre le Japon et se contente de la médaille d'argent.
Il remporte le bronze avec la sélection nationale aux Jeux asiatiques de 2006 à Doha au Qatar puis remporte la médaille d'or aux Jeux asiatiques de 2010 à Guangzhou en Chine.

### Ligue majeure de baseball
Le 29 octobre 2012, les Eagles annoncent qu'ils acceptent que les équipes de la Ligue majeure de baseball soumettent une offre pour obtenir les services de Ryu Hyun-jin. Les Cubs de Chicago, les Rangers du Texas, les Dodgers de Los Angeles, les Indians de Cleveland, les Phillies de Philadelphie et les Angels de Los Angeles sont mentionnées comme destinations possibles.  Les Dodgers sont les gagnants de l'enchère le 10 novembre suivant avec une mise de 25 737 737, 33 dollars US. Ils obtiennent le droit exclusif de négocier avec Ryu et ont 30 jours pour parvenir à une entente, sans quoi le lanceur retournera simplement à son club coréen. Le montant de la compensation est le plus élevé pour un joueur sud-coréen et le troisième plus élevé pour un joueur asiatique après les japonais Yu Darvish et Daisuke Matsuzaka. Le 9 décembre 2012, il signe officiellement un contrat de 36 millions de dollars pour 6 ans avec les Dodgers de Los Angeles.

#### Saison 2013

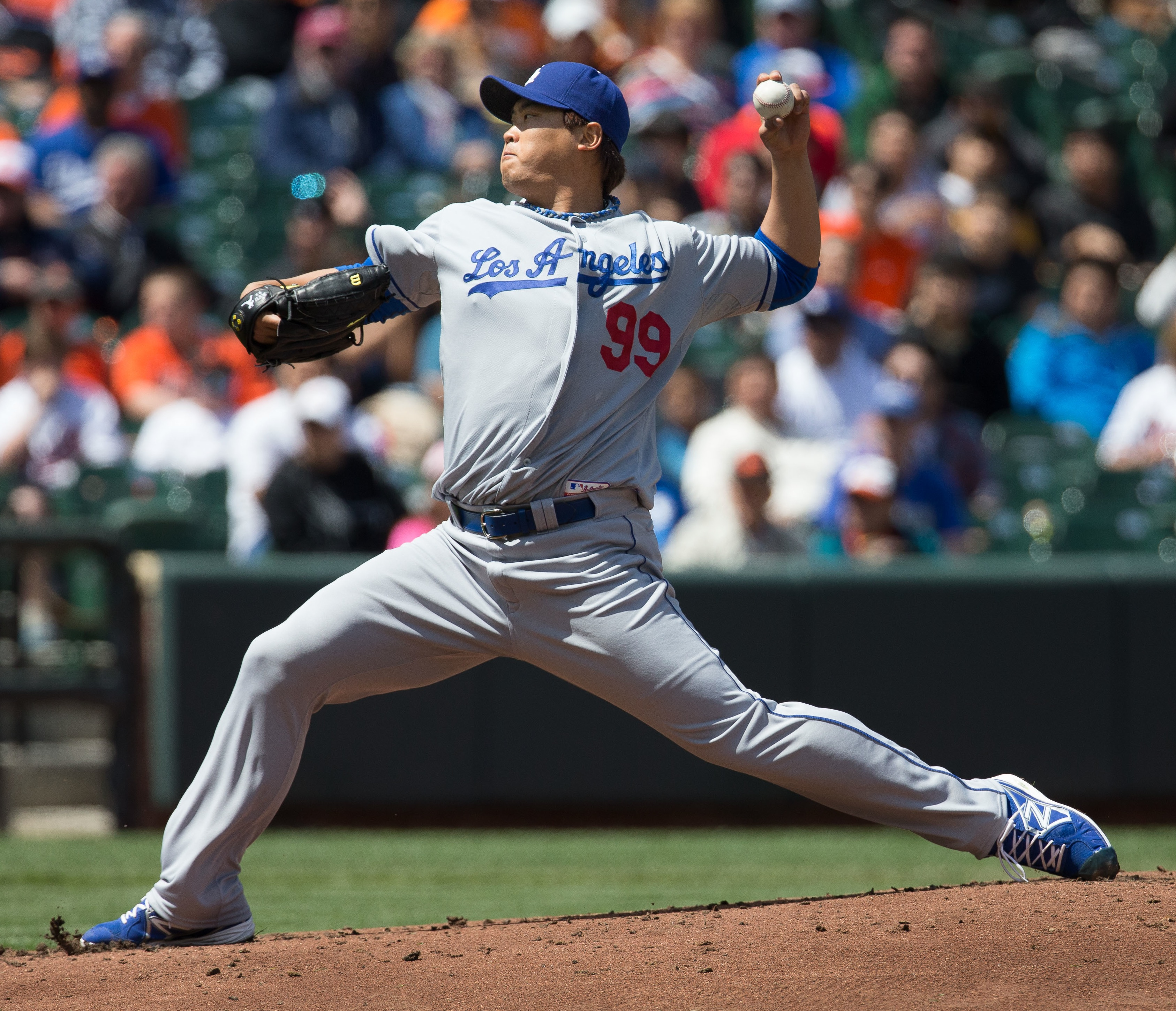
Hyun-Jin Ryu en 2013.

Il fait ses débuts dans les majeures comme lanceur partant des Dodgers le 2 avril 2013 à Los Angeles. Il accorde 3 points sur 10 coups sûrs en six manches et un tiers lancées, avec 5 retraits sur des prises et aucun but-sur-balles accordé, mais encaisse la défaite dans un revers de 3-0 face aux Giants de San Francisco. Ryu est excellent à sa première saison avec une moyenne de 3 points mérités accordés par partie en 192 manches lancées. Il remporte 14 victoires contre 8 défaites en 30 départs et réussit 154 retraits sur des prises. Le 28 mai, il n'accorde que 2 coups sûrs aux Braves d'Atlanta en 9 manches pour son premier match complet et son premier blanchissage. Il ajoute en fin de saison régulière un second match complet. Il termine 4e du vote désignant la recrue de l'année en Ligue nationale. 
Chancelant à ses débuts en séries éliminatoires face à Atlanta le 6 octobre 2013, il s'en tire néanmoins sans décision alors que Los Angeles marque 13 points, en route vers une victoire dans cette 3e rencontre de Série de division. Choisi comme lanceur partant de son club pour le 3e match de la Série de championnat de la Ligue nationale, gagné 3-0 par les Dodgers, il remporte la victoire alors qu'il blanchit les Cardinals de Saint-Louis en 7 manches au monticule, durant lesquelles il n'alloue que 3 coups sûrs et un but-sur-balles.

#### Saison 2014
Partant des Dodgers pour leur second match de la saison 2014, disputé exceptionnellement à Sydney en Australie, Ryu remporte la victoire sur les Diamondbacks de l'Arizona.